# La León
Pour plus de détails, voir Fiche technique et Distribution.
La León est un film argentin de Santiago Otheguy réalisé en 2007.
C'est un drame en noir et blanc (1 h 25 min) avec Jorge Roman (en) (Alvaro) et Daniel Valenzuela (en) (El Turu) qui a obtenu un prix aux Teddy Awards de Berlin et le titre de meilleur film au Festival du film gay et lesbien de Turin (2008).

## Synopsis
Dans une région marécageuse et fluviale, sur une île du delta du Paraná, Alvaro mène une vie assez solitaire et modeste, en coupant des roseaux et en reliant de vieux livres. Son homosexualité et son amour des livres en font un personnage à part dont le seul lien avec la ville proche est le bateau-bus, El León, dont le capitaine s'appelle El Turu (d'où le titre du film). El Turu fait planer la menace, en pointant du doigt l'arrivée de migrants en provenance de la province de Mission voire du Paraguay, qui viendraient prendre du travail et du bois sur l'île.

## Fiche technique
- Réalisation : Santiago Otheguy

## Distribution
- Jorge Roman (en) : Álvaro
- Daniel Valenzuela (en) : El Turu.

## Distinctions
- Teddy Award de Berlin, prix spécial[4]